# Enrolleringskarl
Enrolleringskarl, eller enrolleringsbåtsman, var en kustbo; ofta sjöman eller fiskare, som var värvad för att vid behov kunna inkallas till flottan.

## Fotnoter
1. ↑  Svenska Akademiens ordbok: Enrolleringskarl (tryckår 1922)